# 有機ゲルマニウム化合物
有機ゲルマニウム化合物（ゆうきゲルマニウムかごうぶつ）は炭素とゲルマニウム (Ge) の化学結合を含む有機金属化合物である。ゲルマニウムは周期表上でケイ素 (Si)、スズ (Sn)、鉛 (Pb) と同じく14族であり、有機ケイ素化合物や有機スズ化合物と有機ゲルマニウム化合物には性質が類似する点もある。
ゲルマニウムの化合物は高価なこともあり、有機ゲルマニウム化合物は有機合成化学ではあまり大きく取り上げられない。しかしながら有毒な有機スズ化合物の代替品になりえるともされており、テトラメチルゲルマニウムやテトラエチルゲルマニウムは酸化ゲルマニウム(IV) による化学気相成長 (CVD) 法を用いたマイクロエレクトロニクス工業において、前駆体として用いられる。

## 有機ゲルマン
一般式 R4Ge （Rはアルキル基などを示す）で表される有機ゲルマン類は、最も安価な前駆体である四塩化ゲルマニウムとアルキル求核剤から得られる。R4Xで表される炭素族（第14族）化合物を比較した場合、Rの求核性は Si<Ge<Sn の順に増加する。これはβ-ケイ素効果としても知られる超共役による影響の順 Si<Ge<<Sn と等しい。Si−C結合は主にイオン的に、Sn−C結合は主にラジカル的に開裂するが、Ge−C結合はそれらの中間的な性質を示す。
ケイ素類縁体と同様、結合が極性を帯びているため（電気陰性度の差は 2.55 − 2.01 = 0.54）、またアリル基とゲルマニウム原子によってα-炭素イオンが安定化されるため、アリルゲルマン類の求核性は高い。細見・櫻井反応のゲルマニウム版が1986年に見出されている。
この反応ではカルボニル基は三フッ化ホウ素によって活性化されている。

## ゲルマニウムヒドリド
有機ゲルマニウムヒドリドの一種、イソブチルゲルマン (IBGe) (Me2CHCH2)GeH3 （Meはメチル基を示す）は、有機金属気相成長法 (MOVPE) における蒸気圧の高い液体状のゲルマニウム源である。水素化ゲルマニウムよりも安全な代替物としてマイクロエレクトロニクスの分野で研究が進められている。
トリス（トリメチルシリル）ゲルマニウムヒドリド (Me3Si)3GeH は水素化トリブチルスズなどのスズヒドリド類に代わる無毒な化合物として研究されている。

## その他
反応中間体として、多くのゲルマニウム誘導体が知られている。例としてゲルミレン（カルベン類縁体）、ゲルミルラジカル、ゲルミン（カルビン類縁体）が挙げられる。
ケイ素の場合と同様、Ge=CやGe=Ge二重結合を持つ化合物は不安定であるが、ベンゼン類縁体のゲルマベンゼンなどが知られている。
1970年代より肝炎の治療などに期待され、複数の有機ゲルマニウムが研究されたが、有機ゲルマニウム化合物では、プロパゲルマニウムのみが医薬品（慢性B型肝炎の病勢抑制）として承認されている。